# Ciudad sin sombra
Ciudad sin sombra, es una película ecuatoriana-colombiana, que se estrenó el 14 de noviembre de 2014. Es un largometraje de suspenso dirigido por Bernardo Cañizares Esguerra.

## Argumento
El argumento de la película es una versión latinoamericana de la cinta La chica con el tatuaje de dragón. Trata de una joven punkera llamada Ana que trata de salvar a su abuelo, quien es utilizado por una corrupta farmacéutica para pruebas ilegales.
Está basada en una historia real pues el padre del director llevaba diez años con una enfermedad terminal y así Cañizares cuenta que “toma como punto de partida a las personas con enfermedades catastróficas que pierden
su derecho al buen morir, se contaminan de las pruebas médicas de las que son objeto, son conejillos de Indias
que toman los medicamentos de las farmacéuticas” y agrega que “Es importante pensar cómo en la sociedad tratamos a las personas con enfermedades terminales, cómo está su derecho del buen morir y todos los costos que esto implica -los costos emocionales, económicos y sociales relacionados con el quehacer médico y el control de las farmacéuticas”.

## Elenco
- Carolina Piechestein
- Alejandro Buenaventura
- Juan Ricardo
- Esteban Argüello

## Comentarios
La película ha sido descrita como un “…relato poco predecible sobre conspiración, corrupción y la cruel manipulación de la industria farmacéutica, “Ciudad Sin Sombra” aspira a relatar la dolorosamente hermosa historia de una vida humana.”

## Premios
El filme recibió el premio de producción del Programa Ibermedia y el premio del Consejo Nacional de
Cine del Ecuador.

## Festivales
La película fue exhibida en el Marché Du Film de Cannes, el Festival de Montreal, el Festival de Cine de Bogotá. y en la 67 edición del Festival de Cine de Cannes. Su presentación en el Festival de Cine de Montreal (Festival des Films du Monde) constó de 3 exhibiciones con buena asistencia de público e incluso aplausos de los asistentes.